# 第十合组军团
第十合组军团（拉丁語：Legio X Gemina）古罗马军队建制名称。由尤利乌斯·凯撒于公元前58年建立并存在至5世纪。该军团曾先后参加高卢战争、法萨卢斯战役、入侵不列颠、达契亚战争等相关军事活动，有重要地影响与积极意义。